# 中国人民财产保险股份有限公司北京市通州支公司
39°54′01″N 116°40′54″E / 39.90019°N 116.6818°E
中国人民财产保险股份有限公司北京市通州支公司位于北京市通州区玉带河大街4号，是中国人民财产保险股份有限公司北京市分公司的分支机构。2018年，提供风险保障1019.89亿元，实现保费收入3.61亿元，同比增长3.54%；机动车险全年实现保费收入3.38亿元，增长2.73%。